# Alessio Carbone
Pour les articles homonymes, voir Carbone (homonymie).
Alessio Carbone est un danseur italien né à Stockholm le 27 janvier 1978.

## Biographie
Alessio Carbone naît dans une famille d'artistes. En 1991 il entre à l'École de danse de la Scala de Milan et, dès l'âge de quinze ans, participe à diverses productions de la compagnie. Il obtient son diplôme en 1996 et est engagé dans le corps de ballet. Déjà distribué dans des rôles significatifs (l'Oiseau Bleu dans La Belle au bois dormant ou dans le pas de trois du Lac des cygnes) au sein du Ballet de la Scala. Il se rend en France pour tenter l'audition d'entrée dans le corps de ballet de l'Opéra de Paris.
Il est engagé comme surnuméraire en septembre 1997, et est promu  l'année suivante quadrille. En 2000, il passe coryphée, puis sujet en 2001. En 2002, il atteint le grade de premier danseur en présentant deux variations tirées de La Sylphide et d'Arepo.
Dès 2003, il danse Don Quichotte pour le Ballet national de Marseille et à l'occasion du Festival Noureev, en Russie, en 2005. Il est invité par l'Opéra de Rome pour interpréter Roméo dans le Roméo et Juliette remonté par Carla Fracci, ou Basilio dans Don Quichotte (version d' Alicia Alonso), par le théâtre Communale de Florence, le Théâtre Massimo de Palerme (où, en 2009, il interprète notamment le prince Désiré de La Belle au bois dormant, aux côtés de Dorothée Gilbert) ou le Théâtre national de Tallinn. Il est également réclamé, en décembre 2007, par le Ballet royal danois pour interpréter le Prince de Casse-noisette.
En 2016, il fonde « Les Italiens de l’Opéra de Paris », un collectif de onze danseurs âgés de 17 à 39 ans qui se produit à travers le monde.
Alessio Carbone et la Première danseuse Muriel Zusperreguy ont fait leurs adieux à la scène du Ballet de l'Opéra de Paris le 23 novembre 2019, lors de la dernière représentation de la création Body and Soul de Crystal Pite.

## Récompenses
- 1996 : prix Rotary Club du meilleur danseur italien
- 1997 : prix Léonide Massine
- 1998 : premier prix classique et prix spécial du jury au Concours international de Pérouse
- 2002 : prix Léonide Massine
- 2007 : prix de la province de Catane
- 2008 : prix Asti Danza, prix Acqui terme

## Répertoire
- Giselle : pas de deux des vendangeurs, pas de deux des paysans
- Joyaux : Rubis, Diamant
- Roméo et Juliette : Roméo, Mercutio
- Paquita : pas de trois
- Petrouchka : le Diable, le Montreur d'ours
- Les Quatre tempéraments : Sanguin
- Le Fils prodigue : un ami
- Le Lac des cygnes : pas de trois, czardas
- The Concert : le Mari
- Le Mandarin merveilleux : la Fille
- Don Quichotte : le Gitan
- Cendrillon : le Maître à danser
- L'Arlésienne : Frédéri
- Les Enfants du paradis : Frédéric Lemaître